# Chorizanthe virgata
Chorizanthe virgata är en slideväxtart som beskrevs av George Bentham. Chorizanthe virgata ingår i släktet Chorizanthe och familjen slideväxter. Inga underarter finns listade i Catalogue of Life.